# Android KitKat
Android "KitKat" és el nom en clau del sistema operatiu mòbil Android. Presentat el 3 de setembre de 2013, KitKat es va centrar principalment en optimitzar el sistema operatiu per millorar el rendiment en dispositius de nivell d'entrada amb recursos limitats.
A data de 23 de juliol de 2018, les estadístiques emeses per Google indiquen que el 9,1% de tots els dispositius Android que accedeixen a la Google Play executen KitKat.

## Història
Android 4.4 "KitKat" es va anunciar oficialment el 3 de setembre de 2013. El llançament va ser anomenat amb un nom en clau intern com a "Key Lime Pie"; John Lagerling, director d'aliances mundials d'Android, i el seu equip, van decidir deixar anar el nom, argumentant això "molt poques persones saben el sabor d'un pastís de llima merengada". Assolint un nom en clau que era "divertit i inesperat", el seu equip va seguir amb la possibilitat de nomenar el llançament en canvi de "KitKat". Lagerling va trucar a un representant de Nestlé, que posseeix la marca Kit Kat i produeix la confiteria (fora dels Estats Units, on la produeix sota la llicència de The Hershey Company), i va arribar ràpidament a un acord preliminar per a una col·laboració promocional entre les dues empreses, que després va finalitzar en una reunió al Mobile World Congress al febrer de 2013. L'associació no es va revelar públicament, ni tan sols a altres empleats de Google i desenvolupadors d'Android (que d'altra banda continuaven referint internament al sistema operatiu com "KLP") fins al seu anunci oficial al setembre.
Com a part dels esforços promocionals, es van produir les barres de Kit Kat en forma de logotip d'Android, mentre que Hershey va dirigir un concurs als Estats Units amb premis de tauletes Nexus 7 i credits per a la Google Play.
El Nexus 5, desenvolupat per LG Electronics, es va donar a conèixer el 30 de setembre de 2013, com a dispositiu de llançament de KitKat.
Fins a l'octubre de 2017, Android 4.4 encara era compatible amb els pegats de seguretat de Google per al codi font.

## Desenvolupament

Versions d'Android fins al 2014

Continuant des del focus en la millora del rendiment visual i la capacitat de resposta en Android 4.1 "Jelly Bean", l'objectiu principal d'Android 4.4 era optimitzar la plataforma per a un millor rendiment en dispositius de gamma baixa, sense comprometre les seves capacitats i funcionalitats globals. La iniciativa amb nom en clau "Project Svelte", que el cap d'enginyeria d'Android, Dave Burke, va bromejar amb un pla de pèrdua de pes després del "Project Butter" a Jelly Bean afegint "pes" al sistema operatiu. Per simular dispositius amb especificacions més baixes, els desenvolupadors d'Android utilitzen dispositius Nexus 4 reduint les capacitats per executar-se a una velocitat reduïda de CPU amb només un nucli actiu, 512 MB de memòria, i una resolució de 960 × 540, especificacions destinades a representar un dispositiu Android comú de gamma baixa.
Es va desenvolupar una eina de desenvolupament coneguda com a protocols per analitzar l'ús de la memòria de les aplicacions al llarg del temps, especialment aquells que executen serveis en segon pla. Aquestes dades es van utilitzar per optimitzar i desacoblar les aplicacions i serveis de Google que es consideraven ineficients, ajudant així a reduir l'ús general de la memòria d'Android. Addicionalment, 4.4 es va dissenyar per ser més agressiu en la gestió de la memòria, ajudant-se a protegir contra les aplicacions malgastant massa memòria.

## Característiques

### Experiència d'usuari
La interfície global de KitKat també redueix el control de la interfície "Holo" introduïda a 4.0, substituint les instàncies restants d'accent blau amb grisos i blancs (com ara les icones de la barra d'estat). Les aplicacions poden activar un estat translúcid i una aparença de la barra de navegació, o activar un mode de pantalla completa ("Mode immersiu") per amagar-los completament. El llançador també va rebre un aspecte renovat, amb la implementació de les barres de navegació translúcides i la substitució del fons negre en el calaix d'aplicacions per un fons translúcid. A més, els botons de menú de desbordament d'accions a les aplicacions sempre són visibles, fins i tot en dispositius amb la tecla de navegació obsoleta de "Menú". Al menú de Configuració, els usuaris ara poden especificar un inici predeterminat (llançador) i l'aplicació de missatgeria de text.
Als dispositius sense modificacions, s'han eliminat les aplicacions de missatgeria i de pel·lícules; la primera va ser el reemplaçament per Google Hangouts, que admet SMS. L'aplicació de Galeria AOSP també estava obsoleta a favor de Google+ Fotos. En determinades aplicacions, hi ha disponible un nou selector de fitxers "Documents".

### Plataforma
Un nou sistema en temps d'execució conegut com a Android Runtime (ART), que pretén reemplaçar la màquina virtual Dalvik, es va introduir com una tecnologia en vista prèvia a KitKat. ART és sistema en temps d'execució multiplataforma que admet les arquitectures x86, ARM, i MIPS ambdós en entorns de 32 bits i 64 bits. A diferència de Dalvik, que utilitza la compilació en temps d'execució (JIT), ART compila les aplicacions després de la instal·lació, que després s'executen exclusivament a partir de la versió compilada. Aquesta tècnica elimina les despeses generals de processament associades al procés JIT, millorant el rendiment del sistema.
Els dispositius amb 512 MB de RAM o menys es comuniquen com a dispositius de "baixa memòria RAM". Mitjançant una API, les aplicacions poden detectar dispositius baixos en RAM i modificar la seva funcionalitat en conseqüència. KitKat també és compatible amb zram. Els components de WebView s'han actualitzat per utilitzar una versió del motor de representació de Google Chrome. Una nova API de marcs d'accés a l'emmagatzematge permet que les aplicacions recuperin els fitxers d'una manera coherent; com a part del marc, un nou selector de fitxers del sistema permet als usuaris accedir a fitxers de diverses fonts (incloent-hi les exposades per aplicacions, com ara serveis d'emmagatzematge en línia).
S'ha introduït una API pública per al desenvolupament i la gestió de clients de missatgeria de text També s'han afegit identificacions de lotatge de sensors, detecció de passos i comptador. KitKat suporta "host card emulation" per a comunicació de camp proper, que permet que les aplicacions emulin una targeta intel·ligent per a activitats com ara pagaments mòbils.